# Битва Александра
«Битва Александра» (нем. Die Alexanderschlacht) — наиболее известная картина немецкого художника Альбрехта Альтдорфера. Также известна под названием «Битва при Иссе». Картина находится в Старой пинакотеке (Мюнхен, Германия).

## Описание
Картина создавалась в 1528—1529 гг. по заказу герцога Баварии Вильгельма IV. На полотне изображено сражение между македонской армией Александра Великого и персидским войском царя Дария. Художник изобразил сражающихся в современных его эпохе доспехах. На переднем плане сошлись македоняне и персы. Македонян можно узнать по бело-голубым доспехам. Персы сражаются в красном облачении, на некоторых из них надеты тюрбаны.
Это подлинно космическая феерия, полутораметровая картина (158 × 120 см), написанная маслом на дереве, с огромным количеством мельчайших фигур, увиденных с «высоты птичьего полёта», почти из космоса: часть земного шара и неба с восходящим солнцем, затмевающим луну, Средиземным и Красным морями, островом Кипр, Египтом и дельтой Нила, которую можно узнать по семи рукавам. В центральной части картины мы видим колесницу Дария, преследуемую Александром. В левой части картины возвышается гора с замком.
В воздухе свободно парит табличка с надписью на латыни:

Александр Великий победил последнего Дария, после того как были убиты 100000 пеших персидских воинов и более 10000 всадников и взяты в плен мать, супруга и дети короля Дария, в то время как Дарий скрылся с 1000 всадников.
Оригинальный текст (лат.)ALEXANDER M(AGNVS) DARIVM ULT(IMVM) SVPERAT

CAESIS IN ACIE PERSAR(VM) PEDIT(VM) C(ENTVM) M(ILIBVS) EQUIT(VM)

VERO X M(ILIBVS) INTERFECTIS MATRE QVOQVE

CONIVGE; LIBERIS DARII REG(IS) CVM (M(ILLE) HAVD

AMPLIVS EQVITIB(VS) FVGA DILAPSI CAPTIS

Немецкий романтик, писатель и философ Фридрих Шлегель назвал картину «Илиадой живописи».

## История
Картина была заказана герцогом Баварским Вильгельмом IV, как одно из восьми первоначально задуманных герцогом полотен, изображающих битвы античности.
В 1800 году мюнхенское собрание было разворовано французскими солдатами и более 70 полотен были доставлены во Францию. «Битва Александра» пришлась по вкусу Наполеону и находилась в ванной комнате дворца Сен-Клу, где её и обнаружили прусские войска в 1814 году.
«Битва Александра» — первая историческая композиция в искусстве Северного Возрождения.